# San Martín de las Pirámides
San Martín de las Pirámides (mot d'origine nahuatl) est l'une de 125 municipalités de l'État de Mexico au Mexique. San Martín confine au nord à Axapuxco, à l'ouest à Teotihuacán, au sud à Acolman et à l'est à Axapusco. Son chef-lieu est San Martín de las Pirámides qui compte 15 000 habitants.

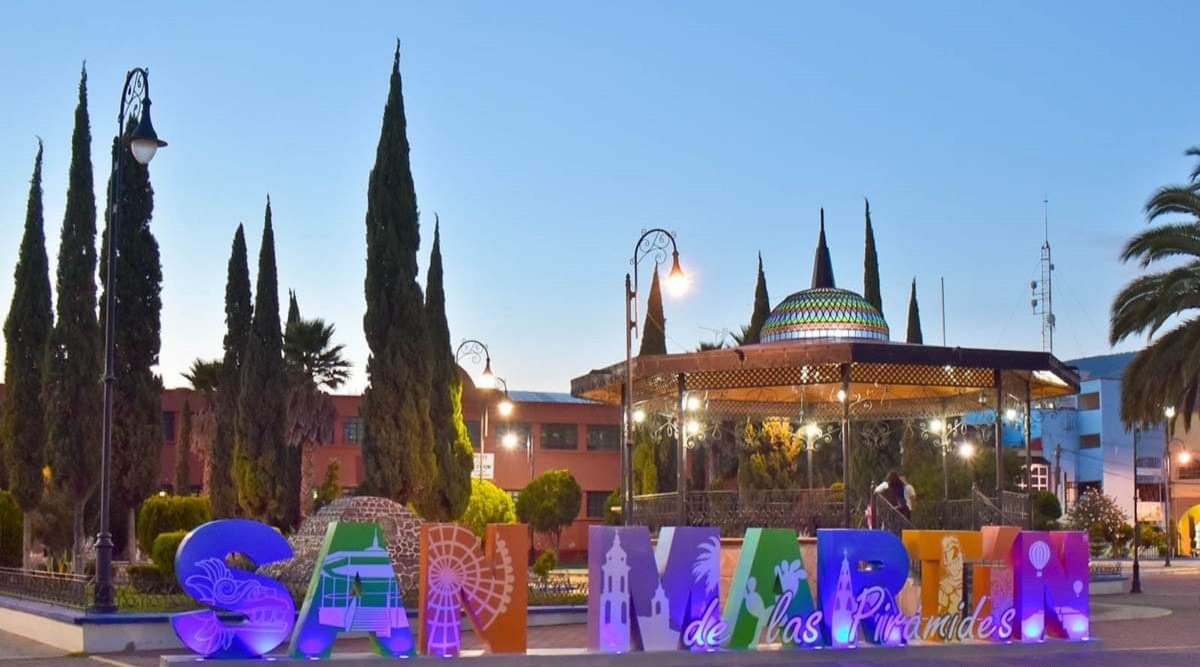
San Martín de las Pirámides au crépuscule